# François Méret
Pour les articles homonymes, voir Meret.
Pas d'image ? Cliquez ici

a Compétitions nationales et continentales officielles uniquement.

b Matchs officiels uniquement.
Dernière mise à jour le 10 avril 2020.
François Méret, né le 8 mai 1914 à Pontacq (Basses-Pyrénées) et mort le 10 juin 1940 à Vrizy (Ardennes), est un joueur international français de rugby à XV.

## Biographie
François Méret joue au Stadoceste tarbais.
Titulaire pour le match du 25 février 1940 contre l'armée britannique, il trouve la mort 4 mois plus tard après avoir vécu seulement 12 jours avec son épouse.
Le stade municipal de Pontacq porte son nom.